# Kajetan Stefanowicz

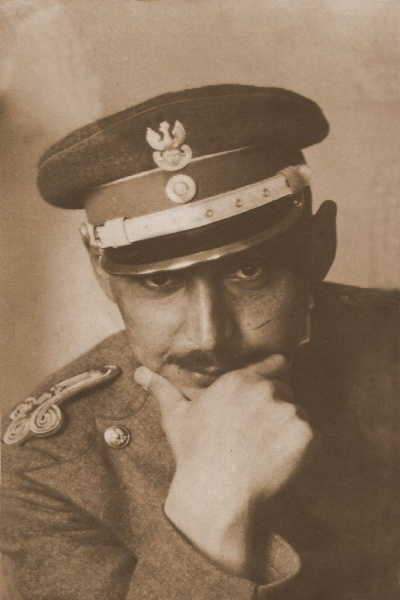
Kajetan Stefanowicz

Kajetan Stefanowicz (* 12. Juli 1886 in Drohobycz; † 20. September 1920 in Rahatschou) war ein polnischer Jugendstil-Maler.
Er entstammte einer polnischen Familie armenischer Herkunft. Sein Großvater, der ebenfalls Kajetan Stefanowicz hieß, saß als armeno-polnischer Abgeordneter der Klasse der Großgrundbesitzer (neben Krzysztof Abrahamowicz) im Landtag des österreichischen Kronlandes der Bukowina. Den ersten Malunterricht erteilte ihm sein Vater, der Maler Antoni Stefanowicz (1858–1929). Kajetan Stefanowicz studierte an der Akademie der Bildenden Künste Krakau bei Józef Pankiewicz und Józef Mehoffer, danach an der Akademie der Bildenden Künste München bei Otto Seitz und in Paris an der École nationale supérieure des arts décoratifs bei Fernand Humbert. Nach dem Studium war er in Lemberg tätig.
Stefanowicz beschäftigte sich hauptsächlich mit der Gebrauchsgrafik. Er schuf Plakate, Buchillustrationen, entwarf Damenmode sowie Wandmalerei im Sitz der Lemberger Kreditgesellschaft. Seine Werke waren im Jugendstil gehalten, erst seine letzten Werke zeigten einen Einfluss von Art déco.
Während des Ersten Weltkrieges trat er am 20. Februar 1915 in Lemberg der polnischen Ostlegion (poln. Legion Wschodni) bei und nahm an den Kämpfen als Ulanen-Rittmeister teil. In Lemberg kämpfte er 1918 im Polnisch-Ukrainischen Krieg. Im Polnisch-Sowjetischen Krieg 1920 fiel er im 34. Lebensjahr in der Schlacht bei Rahatschou im heutigen Belarus. Er wurde postum mit dem Silberkreuz des Virtuti-Militari-Ordens ausgezeichnet. Kajetanowicz wurde auf dem Friedhof der Verteidiger von Lemberg bestattet.

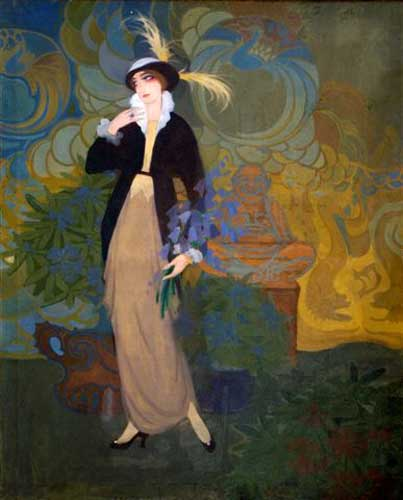
Pariserin 1912
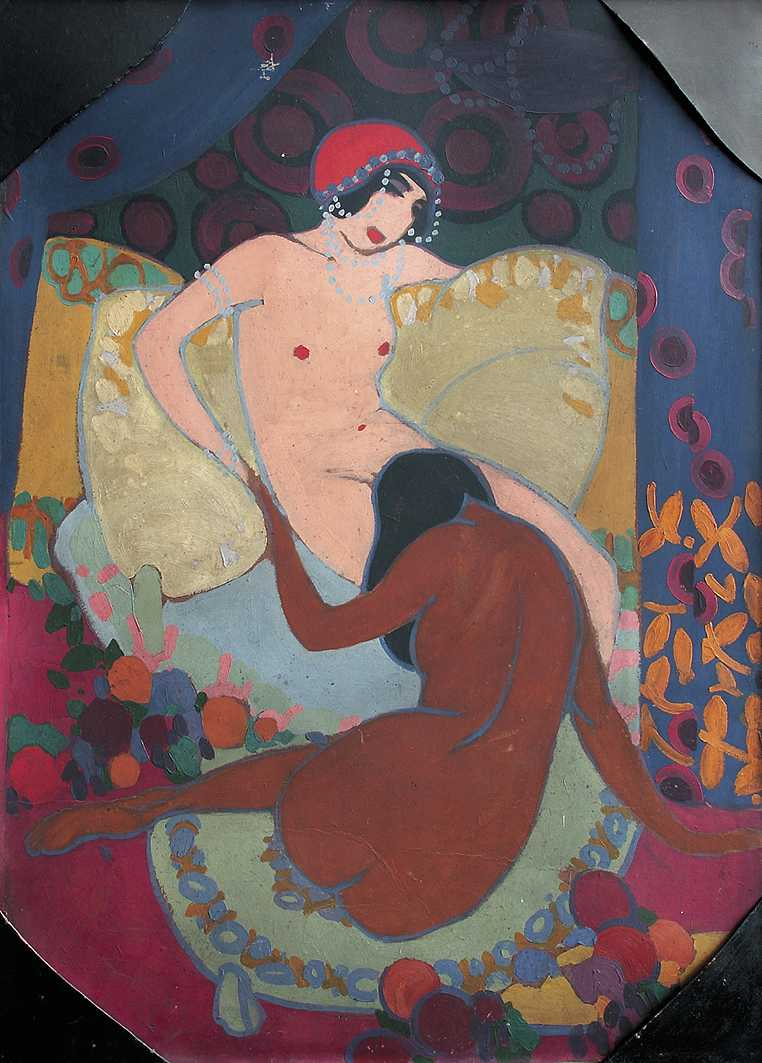
Zwei Frauen 1913
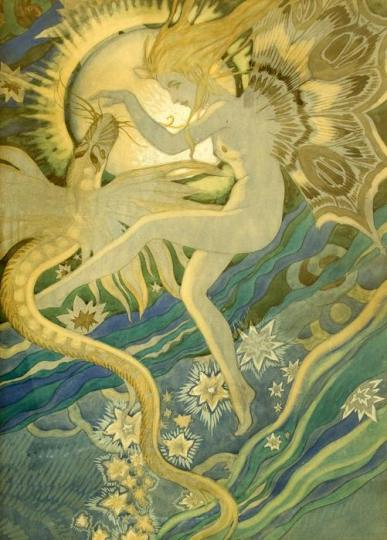
Frau mit einer Schlange 1915
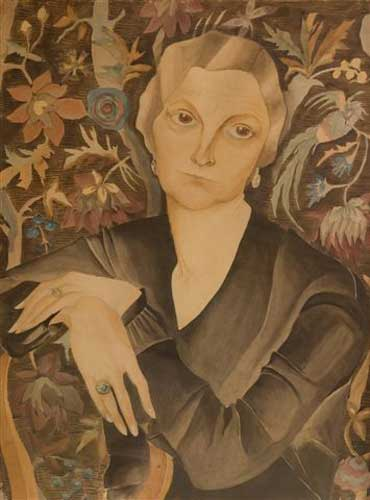
Porträt der Ehefrau 1919